# Gunung Niut
Gunung Niut är ett berg i Indonesien.   Det ligger i provinsen Kalimantan Barat, i den nordvästra delen av landet, 900 km norr om huvudstaden Jakarta. Toppen på Gunung Niut är 1 701 meter över havet.
Terrängen runt Gunung Niut är huvudsakligen kuperad, men västerut är den bergig. Gunung Niut är den högsta punkten i trakten. Runt Gunung Niut är det glesbefolkat, med 14 invånare per kvadratkilometer. I omgivningarna runt Gunung Niut växer i huvudsak städsegrön lövskog.